# 金村修
金村修（かねむら おさむ、1964年3月29日 - ）は日本の写真家。
モノクロでソリッドな都市の風景を得意とする。

## 人物
東京都立立川高校入学後、学校のトイレでシンナーを吸っているところを教師に見つかり、退学。ミュージシャンを目指し、最初はキャバレーのバンドマンになる。 25歳で友人に勧められイメージフォーラム映像研究所にて映画を学ぶ。アダルトビデオの撮影のアルバイトをしながら東京綜合写真専門学校で写真家 鈴木清に写真を学ぶ。また、ここで春日昌昭の写真に感銘を受け都市の風景を撮るようになる。卒業後、母校の東京綜合写真専門学校などで講師をしたり、駅売店への新聞配送などをしながら写真を発表する。自身のワークショップを開くなど、後進の指導も積極的に行っている。

## 経歴
- 1964年 - 東京都杉並区高円寺生まれ。
- 1986年 - イメージフォーラム映像研究所卒業。当時の映像作品（主に8ミリフィルム）では、自らが作品内で行うパンク・ロック風のパフォーマンスに因る表現が主調であった（実際、バンドを結成し演奏活動をしていた）。
- 1986年 - イメージフォーラム卒業生によって東中野に設立された「Studio-Swit's」に参加。ここで設立の中心メンバー斉藤利行から写真技術の基礎を習得するやいなや、写真による自己表現に目覚め、1987年4月に創刊された月刊の小冊子『SWIT'S on』に最初の写真作品を発表する事になる。
- 1989年 - 東京綜合写真専門学校入学。この頃から金村は、『日刊ゲンダイ』を新宿駅等の構内売店に配置するアルバイトを始める。同紙には、午前中に配置するA番と午後に配置するB番があり、その間には昼食を摂っても有り余る十分な待ち時間があった。金村はその時間を利用し、街の写真を撮り続けていった。
- 1992年 - ロッテルダム写真ビエンナーレに招かれて以来、国内外で個展・グループ展多数開催。
- 1993年 - 東京綜合写真専門学校研究科卒業。
- 1996年 - ニューヨーク近代美術館の企画展に、世界の注目される6人の写真家の1人に選ばれ、写真を出品。
- 1997年 - 日本写真協会新人賞、第13回東川賞新人作家賞、受賞。
- 2000年 - 史上2番目の若さで、第19回土門拳賞受賞。同年5月18日、『トップランナー』（NHK）ゲスト出演。
- 2001年10月21日 - 金村に密着取材した『情熱大陸』（毎日放送）放送。
- 2004年 - アルル国際写真祭参加。
- 2014年 - 第39回伊奈信男賞受賞。

## 日本カメラでの連載
2005年1月～12月号では『日本カメラ』上の月例コンテストモノクロプリント部門審査員となり、歯に衣着せぬ講評を行っていた。辛辣な批評だったため、日本カメラ編集部には毎月のように抗議が来たという。2006年1月～12月号には「写真愛」というエッセイを連載。2007年1月～12月号には月例コンテスト審査員だったことがきっかけで「金村修に叱られたい！」というコーナーが作られ、読者に独特の講評を行った。2008年1月～12月号には自らの遍歴と写真論を語った「金村修の作家になりたきゃなればいい」を連載。2012年8月～2013年7月号には写真展・美術展を評論した「写真のハードコア」を連載。2020年1月～12月号では月例コンテストモノクロプリント部門審査員を再び担当。

## 著作

### 写真集
- Mole Unit No.4 『Clash landing』（Mole、1995年）ISBN 9784938628185
- 『Happiness is a Red before Exploding』（ワイズ出版、2000年）ISBN 9784898300534
- 『SPIDER'S STRATEGY』（河出書房新社、2001年）ISBN 9784309904405
- 『I CAN TELL』（芳賀書店、2001年）ISBN 9784826130479
- 『In between No.12 ドイツ、フィンランド』（オシリス、2006年）ISBN 4-903152-11-1
- 『My Name is Shockhammer』（オシリス、2007年）
- 『German Suplex』（オシリス、2008年）
- 『Stravinsky Overdrive』（スーパーラボ、2010年）
- 『Suzy Cream Oil Cheese』（スーパーラボ、2012年）
- 『ECTOPLASM PROFILING』（リブロアルテ、2014年）

### 著書
- 『漸進快楽写真家』 （インディペンデントな仕事と生き方の発見ノート―YOU GOTTA BE Series） 同友館 2009年 ISBN 978-4-496-04539-4
- 『挑発する写真史』 タカザワケンジとの共著 平凡社 2017年 ISBN 978-4-582-23127-4